# 11916 Wiesloch
11916 Wiesloch este un asteroid din centura principală de asteroizi.

## Descriere
11916 Wiesloch este un asteroid din centura principală de asteroizi. A fost descoperit pe 24 septembrie 1992 la Tautenburg de Lutz Dieter Schmadel și Freimut Börngen. Asteroidul prezintă o orbită caracterizată de o semiaxă mare de 2,37 ua, o excentricitate de 0,06 și o înclinație de 6,2° în raport cu ecliptica.